# デカンテーション
デカンテーション（英: decantation）は、容器を移して沈殿物と液体を分離する操作。傾瀉（けいしゃ）とも呼ばれる。上の不純物が少ない液体を上澄み、底に沈んだ沈殿物は澱（おり）と呼ばれる。

## 目的

### 実験操作
実験操作では、沈殿などの固形物を液体と分離するために、沈殿を含む液体を放置して固形物を沈殿させたのち、容器を静かに傾けて上澄みだけを流し去る操作をいう。泥状の固体やコロイド状の沈殿を洗浄するためによく用いられる。

### ワイン

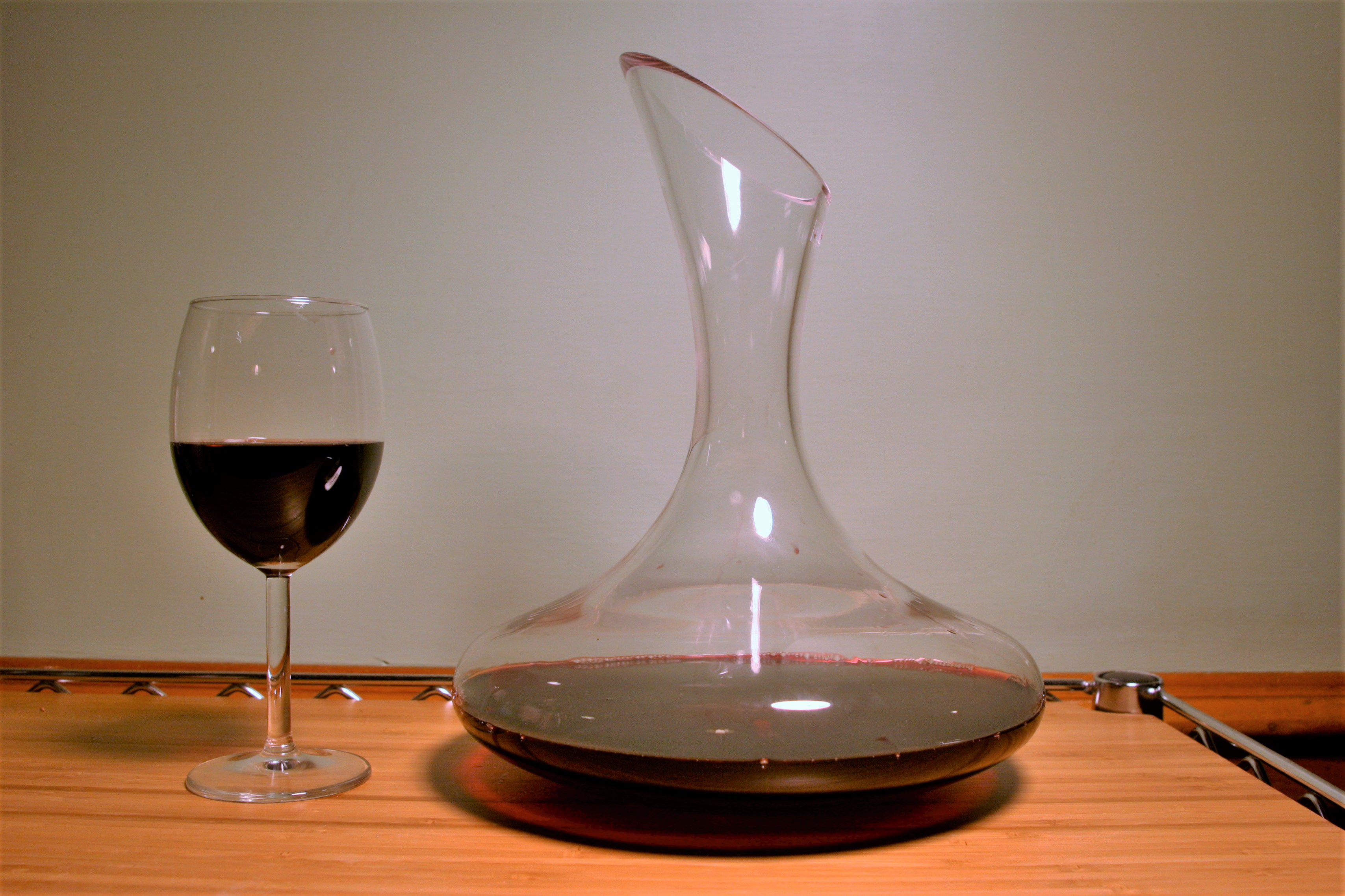
ワイン用のデキャンタ

ワインに於けるデカンテーションまたはデカンタシオン（仏: décantation）はワインの内、特に赤ワインを提供する際にデカンタと呼ばれるガラス容器に移す操作で、これによりワイン内の澱（おり）を取り除く。デカンタージュ、デコンタージュ、デキャンタージュ（仏: décantage）ともいう。沈殿物（澱）の除去のほか、ワインを空気に触れさせることで酸化に伴う芳香をより鮮明にする目的もある。